# イングルウッド (カリフォルニア州)
イングルウッド（英: Inglewood）は、アメリカ合衆国カリフォルニア州のロサンゼルス郡にある都市。人口は10万7762人（2020年）。ダウンタウン・ロサンゼルスの南方、サウスベイ地域にある。

## 歴史

### アメリカ合衆国以前
現在のイングルウッドとなった場所に最も初期に住んだ住民は、今日のエドワード・ビンセント・ジュニア公園（その歴史の大半ではセンティネラ公園と呼ばれた）にある天然泉を利用したアメリカ・インディアンだった。地元の歴史家グラディス・ワッディンガムは、これらの泉がそこから緩やかに立ち上がり、牧童達がその牛の群れを観察できた岡から「センティネラ」（歩哨）という名前を得たと記した。
ワッディンガムは、1781年にロサンゼルスの当初の開拓者達にまでイングルウッドの記録が残る歴史を辿った。その開拓者の中に「シナロアのロスアラモスから来た23歳のラバ追い」であるスペイン軍人ホセ・マヌエル・オルカド・マカドがいた。これらの開拓者達はサンガブリエル伝道所の役人から「伝道所の土地に侵入しないようにロサンゼルスの大洋側の土地で動物達に草を食ませる」よう命令された。その結果、開拓者達すなわち「ポブラドーレス」はセンティネラ・スプリングスに近い青々とした牧草地」にその牛の群れを追っていった。そこに最初に建設されたのは、「牛の群れを入れる囲いと小屋」を建てる許可を1822年に得ていたイグナシオ・アビラによってだった。

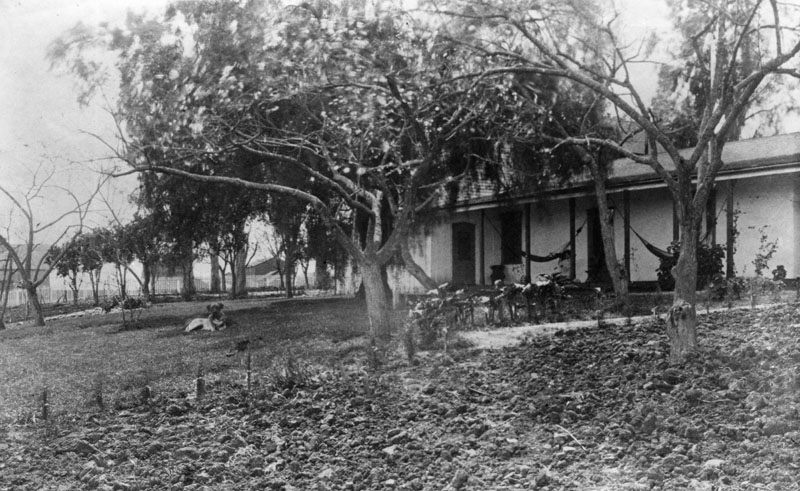
ランチョ・アガヘ・デ・ラ・センティネラのアドベ、1889年撮影

後にアビラはセンティネラ・スプリングスから大洋まで流れるクリークを見下ろす小さな丘に3室の日干しレンガ造りの家を建てた。LAOkayウェブサイト に拠れば、この家は現在公園の野球場がある所に建てられたということであり、現在は存在しない。
1834年、ホセ・マカドの息子の一人、イグナシオ・マカドが、現在サンディエゴ・フリーウェイ405の高台にあり、センティネラ・バレー歴史協会の本部として使われているセンティネラ・アドベ を建設した。ワッディンガムに拠れば、2年後にイグナシオ・マカド は2,220エーカー (8.8 km2) のランチョ・アガヘ・デ・ラ・センティネラの土地特許を得たが、この土地は既にアビラによって所有権主張されていた。

### イングルウッドの設立
センティネラ・バレーは幾らかの小作農やフリーマンの牧場労働者を除けば、ほとんど人が住んでいないままだった。1880年代にロサンゼルス郡で起こった土地ブームによって、このバレーの様相が劇的に変化した。ロサンゼルスから来た開発推進者が土地開発の可能性を求め、センティネラ・スプリングス近くに町を区画することを望んだ。1887年、センティネラ・イングルウッド土地会社が結成され、その年8月にダニエル・フリーマン所有の3つの牧場の測量を始めた。フリーマンはこの会社の長期計画に興味を持ち、その上等の果樹園地11,000エーカー (44 km2) を会社に1エーカーあたり1.25ドルで売却した。この土地がイングルウッド市になった。
センティネラ・イングルウッド土地会社は当初その開発地をセンティネラ・コロニーと名付けた。彼等は20、40、80および160エーカー（8万、16万、32万および64万平方メートル）の小区画に分割した。住宅地区は1区画200ドルないし750ドルに設定された。農地は1エーカーあたり200ドルないし400ドルとされた。素晴らしい果樹園用土地は1エーカーあたり600ドルから1,500ドルの間で挙げられた。センティネラ・コロニーは土地ブームの中でも最も成功した分譲地の一つになり、1888年には売上げ100万ドル以上を計上した。そこが存在し始めた最初の年だけで、宣伝費2万ドルという信じられないような金が費やされた。当時の地元不動産大立て者は土地会社の取締役の中にもおり、ダン・マクファーランド、エドワード・C・ウェブスター、L・T・ガーンジーおよびローズミードの設立者レナード・J・ローズ等がいた。
1887年、ロサンゼルスとサンタモニカ湾を結ぶ鉄道が開通した。この線はカリフォルニア・セントラル鉄道（アッチソン・トピカ・アンド・サンタフェ鉄道の前身）によって建設され、フリーマンの牧場の中央を抜けるコースを採った。この線はロサンゼルス・アンド・バロナ支線と呼ばれ、センティネラ・コロニーには操車場が建設された。他にもセンティネラ駅からレドンド・ビーチに延びる鉄道線が建設された。1888年、センティネラ・イングルウッド土地会社はレドンドの土地開発者と合併し、レドンド・ビーチ・アンド・センティネラ・イングルウッド土地会社という名前で再編された。
1888年にはこの若い町の全区画が販売され、2つの事業用ブロックが完成した。町の名前はセンティネラからダニエル・フリーマンのカナダの故郷町から「イングルウッド」に変えられた。風格のある優美なホテルの建設が行われていた。フリーマンの納屋の一つがイングルウッドでは初めての学校の一つに使われた。町の人口は土地ブームのピークだった1888年に300人だった。畜産と農業を重点とする応用科学カレッジを造る計画が進行した。このカレッジは南カリフォルニア大学によって運営されることになっていた。ダニエル・フリーマンは大学のために60万ドルを寄付し、そのうち10万ドルは建物の建設に充てられるとされた。
フリーマンがイングルウッドの区画を設計したとき、自分には新しい邸宅を建てるためにセンティネラ・スプリングス近くの60エーカー (24 ha) を選んだ。彼は1888年にその区画に豪勢な3階建てビクトリア様式の邸宅を建て始め、翌年完工した。それが完成したとき、フリーマンはセンティネラの原始的日干しレンガの家を離れて新しい豪勢な家に移った。フリーマン邸宅はノースプレーリー・アベニュー333番である。古い日干しレンガの家は1912年までフリーマンの牧場監督の住居になっていた。
1889年、巨大な金融危機で大土地ブームを終わらせた。南カリフォルニアの不動産開発者の大半にとって破壊的なものになり、幾つかの町は忘れられたものとなった。イングルウッドは他よりはましだったが、それでも悪影響があった。完成されたばかりのホテルは使われる前に破産し、ダニエル・フリーマンのカレッジ計画は永遠に葬られた。1890年、フリーマンは土地会社が売れなかった区画を全て取り戻した。イングルウッドの町は生き残り成長を続けた。1908年には人口1,200人で市制が布かれた。1920年から1925年、イングルウッドは全米でも成長速度の最も速い都市になった。

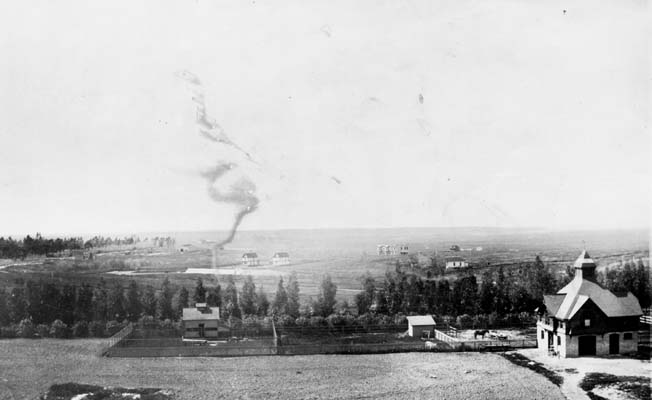
1894年頃のイングルウッド
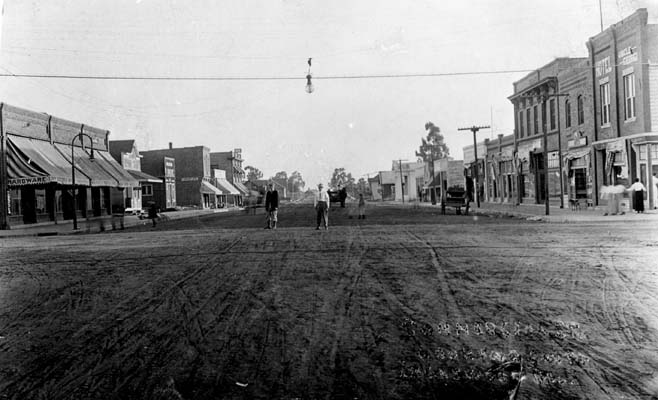
イングルウッドの商店街、1910年頃
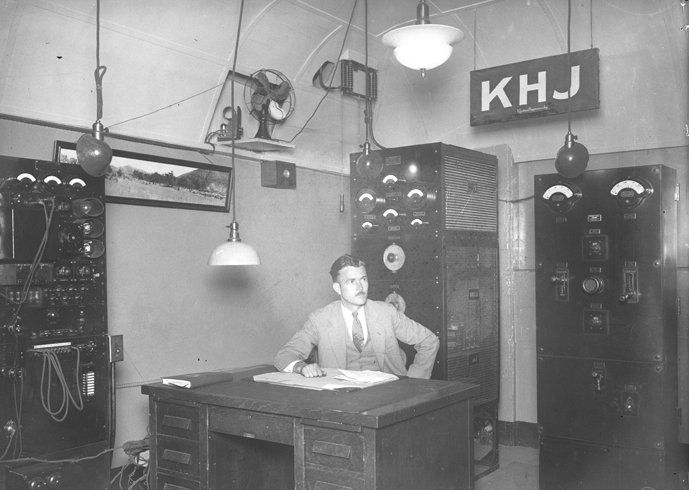
ラジオ局KHJの技師、アーネスト・G・アンダーウッド、1927年
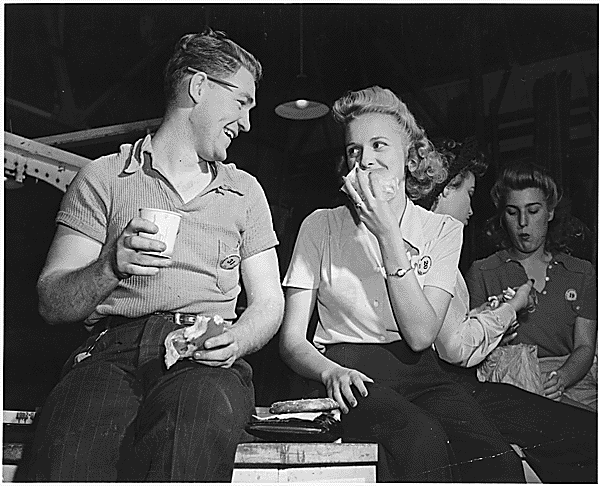
イングルウッドの飛行機工場で昼食を取る労働者、1942年

### 20世紀
この地域で広く使われているイングルウッド公園墓地は1905年に設立された。イングルウッドには1938年以降、ハリウッドパーク競馬場がある。カリフォルニア州で最初のソフトクリーム販売チェーン店であるフォスターズ・フリーズは1946年にイングルウッドで設立された。イングルウッドは1989年に、また最近では2009年にその目覚ましい発展によって全米都市賞を受賞した。
2003年11月6日発行の雑誌「ロサンゼルス・シティビート」に掲載されたデニス・ロメロの記事では、ヒスパニック系ギャングがこの年、それまで住んでいたウエスト・ロサンゼルス地区の高い家賃、すなわちジェントリフィケーションの結果として、さらに警官の数が増えたことの結果としてイングルウッドに移動したという3つの情報源を挙げている。

#### アフリカ系アメリカ人の影響
グラディス・ワッディンガムは、「イングルウッドにはかつて黒人が住んでいなかった」が、1960年までに「市の東部境界に多く住むようになった。1960年の国勢調査ではイングルウッドの人口63,390人の中に、黒人はわずか29人しかいなかった。市の学校に通っている黒人の子供は一人もいなかった。不動産屋は黒人に家を見せることを拒んだ。夜の通りから黒人を締め出すという噂があった。イングルウッドは以前の規制という歴史があったために、主要な標的になった。」と書いた。「公平な住居やスクールバスが1964年の大きな問題だった。学校はたとえどんなに小さな事でも人種問題を扱うことの準備ができていなかった。黒人達が白人と同じようにバスに乗れるように抗議したので、大人達は多くの過熱された地域社会集会を開いた。」1969年、「モーニングサイド・ネイバーズ」という組織が人種差別の撤廃が進むことを期待して、その名前を「イングルウッド・ネイバーズ」に変えた。
イングルウッドにある18の学校で初めての黒人校長は1971年にラ・ティヘラ小学校長に就任したピーター・バトラーだった。ワッディンガムは「1971年の嵐のような人種問題集会」では「クロージャー集会所に溢れた不動産業者」からの人種間問題委員会は「ゲシュタポ」のように行動しているという告発があった、と記した。
1972年カーティス・タッカー・シニアが黒人最初の市政委員会委員に指名された。この年アフリカ系アメリカ人作曲家レロイ・ハートがイングルウッド交響楽団の指揮を執り、その後20年間も続けた。1980年には、エドワード・ビンセントがイングルウッドで初めての黒人市長になった。1980年代にイングルウッドはマーティン・ルーサー・キング・ジュニアの誕生日を休日と宣言することではカリフォルニア州で最初の都市になった。
2000年の国勢調査で、黒人人口は53.060人となり市人口の47％となり、ヒスパニック系も51,289人で46％となったが、2007年の推計では、黒人の比率は41％（48,252人）にまで低下し、ヒスパニック系が52.5％（61,847人）と伸びていた。白人の人口比率は19％（21,505人）から17.7％（20,853人）に低下した。

## 地理

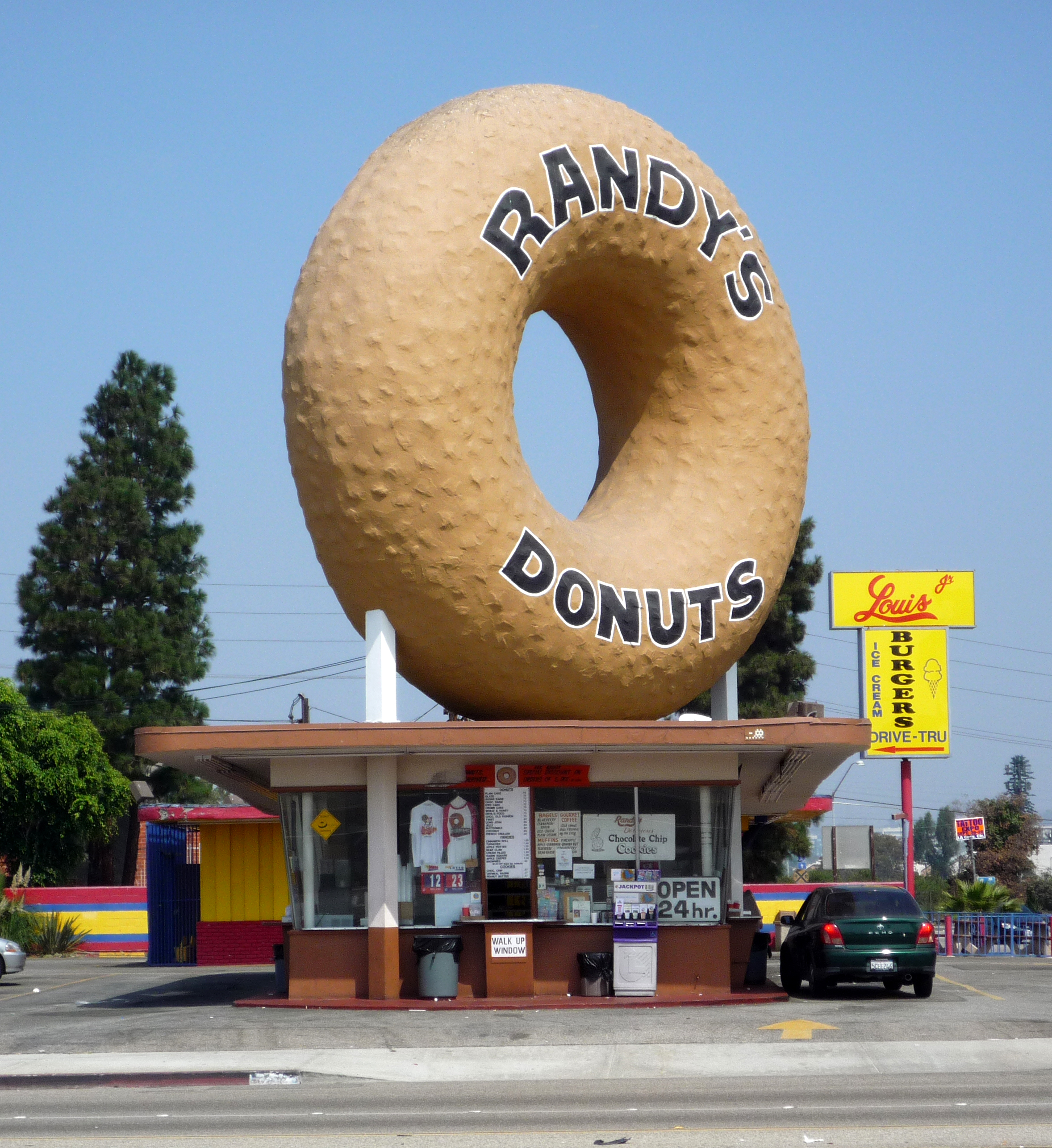
ランディーズドーナツはイングルウッドの目印である、405号フリーウェイ近くにある

アメリカ合衆国国勢調査局に拠れば、市域全面積は9.1平方マイル (23.7 km2)で、すべて陸地である。中心街はロサンゼルス国際空港から6.6キロメートルの距離にある。

## 地区

### クレンショー・インペリアル
クレンショー・インペリアル地区はイングルウッドに後から併合された地区である。独自に地域のための公共図書館支所や重要なショッピングセンターがある。

### モーニングサイド・パーク
モーニングサイド・パークは市東部の地区である。イングルウッド市は地区の境界を定義していないが、北はロサンゼルスのハイドパーク、東はサウス・ロサンゼルス、南はセンチュリー・ブールバード、西はプレーリー・アベニューで区切られる。この地区を抜ける主要な通りはマンチェスター・ブールバードとクレンショー・ブールバードである。ロサンゼルス国際空港から6マイル (10 km)、かつてのハリウッド公園競馬場跡地に作られたSoFiスタジアムや、バスケットボールNBAのロサンゼルス・レイカーズがショータイム時代の31年間プレイした「ザ・フォーラム」から2マイル (3 km) の距離にある。

### ノースイングルウッド
ノースイングルウッドはサンタフェ鉄道線から北の地域である。

## 人口
人口データの情報源は2006年にアメリカ合衆国国勢調査局が行ったアメリカ社会調査である。数字は適度に丸められている。
イングルウッドの人口は2006年時点で129,900人であり、比較的若く年齢の中央値は31歳である（全国の中央値は36歳）。住民の11％は5歳以下であり、全国の7％と比較して低い。65歳以上の比率は8％程であり、全国では12％となっている。
イングルウッド市は限られたスペースの中にしがみついている借家人の町である。37,652軒ある家屋（一戸建てとアパートの総数）の中で、39％だけが持ち家である（全国では67％）。それ以外は借家である。空き屋率はわずか5％で、全国の12％とよりかなり低い。家屋あたりの人数は3.7人（全国は2.7人）で、1家族当たりは3.9人となっている（同3.2人）。
イングルウッドの家族のうち18％は貧困線以下と推計され、全国平均の9％より約2倍である。
イングルウッド住民の約17％は学士あるいはそれ以上の学位を取得している（全国では27％）。
イングルウッド住民の約29％は他所で生まれており、全国平均の13％よりかなり高い。

## 政治
イングルウッドはカリフォルニア州の中のどの市よりも民主党の支持率が高い。2009年5月の有権者48,615人の75.6％が民主党支持としており、共和党支持は7％に過ぎない。14.1％は支持政党を明らかにしなかった。
2005年、カリフォルニア州バークリーの非営利組織ベイエリア投票動向研究センターは、イングルウッド市をアメリカ合衆国で6番目に革新的な都市に挙げた。5位はカリフォルニア州オークランド、7位はニュージャージー州ニューアークだった。この研究は人口10万人以上の全米237都市の投票動向をしらべ、革新と保守に分類した。
イングルウッド市は連邦下院議員についてカリフォルニア州第35選挙区にあり、クック党派投票指数はD+33、すなわち最近の民主党大統領候補は全国平均よりも33ポイント高く投票を得たことを示している。現職下院議員は民主党員である。
カリフォルニア州議会下院では第25選挙区、上院では第51選挙区に属する。2009年の現職はいずれも民主党員である。

## 市政府とインフラ
アメリカ合衆国郵便公社がイーストヒルクレスト・ブールバード300にあるイングルウッド郵便局、ノースラブリー・アベニュー811にあるノースイングルウッド郵便局、およびウエスト85番通り3212にあるモーニングサイド・パーク郵便局 を運営している。
イングルウッドはサウスベイ市政委員会執行都市群 のメンバーである。

## 教育

### 公立および私立の学校
イングルウッド市の大半はイングルウッド統合教育学区が運営している。その他はロサンゼルス統一学区に入っている。
- セントジョン・クリュソストモス小学校は私立のカトリック系学校である。
- セントメアリーズ・アカデミーは、長年ロサンゼルスのクレンショー・ブールバードとスローソン・アベニュー角にあった本拠地を、1996年にダニエル・フリーマン病院向かいのグレース・アベニューの新しいビルに移した。

### 学校の歴史
1888年、教育学区が編成され、理事が選出され、学校の建物が選ばれた。その学校は同年5月21日に、リージェント通りと果樹園通りの間のグレビリア・アベニュー（今日のフロレンス・アベニュー）にあった貸し馬屋厩舎の2階で、17人の少年と16人の少女を集めて開校した。最初の教師はロサンゼルス州立師範学校卒のミニー・ウォーカーだった。この教室は、町の創立者ダニエル・フリーマンの持ち馬にならってブセプハルス・ホールと名付けられ、地域社会の集会所としても使われた。
一方、恒久的な学校の建物はグレビリア・アベニューの1ブロック南、リージェント通りとクィーン通りの間に建てられた。これが1911年までイングルウッド唯一の学校になっていた。1920年の地震でこの学校は破壊された。
センティネラ・バレー統合高校学区が1904年に編成され、この町でも中等教育が始まった。イングルウッド高校は学校の建物の2クラスで15人の生徒を集めて開校し、校長ニーナ・マーティンと教師アンナ・マクレランドが教えた。その4年後、9.5エーカー (38,000 m2) の土地に新しい校舎が建てられ、1908年には1人の少年と4人の少女の第1回卒業式が行われた。1912年までグラマースクールでは毎年校長が替わったが、この年の5月8日にジョージ・W・クロージャーが校長に指名され、その後20年間続けた。この学校は1932年にクロージャーの栄誉を称えて改名された。1913年、ジョージ・M・グリーンがイングルウッド統合高校の校長に指名され、1939年までその職を続けて退職した。
1914年、住民は高校の改良に要する予算について住民投票で承認した。校舎4つと発電所1つが建設され、「歩道とアーケードで接続された。」この改良には「家庭経済ビルの5部屋からなるモデル家屋」も含まれていた。実験的農場のためにケルソー・アベニューとダマスク・アベニュー（現在のイングルウッド・アベニュー）の角に9エーカー (3.6 ha) の土地が購われ、「ザ・ファーム」と呼ばれた。庭園、果樹園およびムラサキウマゴヤシの畑があった。1915年、イングルウッド高校はその美しいツタの葉で覆われたレンが造り校舎によってロサンジェルス郡の一等賞を獲得した。この校舎は新校舎を建てるスペースを空けるために1953年に壊された。
1920年代半ば、高校学区は南のエルセグンドまで全てを含むよう拡大され、2人の女性教師がエルセグンドに住むよう求められ、生徒と共に毎日スクールバスに乗って通勤し、1日に1ドル余分な支払を求められた。1923年、女子生徒は「濃青色のスカートと白色のミディブラウス」という制服を採用した。
1925年、高校のための新しい美術校舎が、グレビリア・アベニューとマンチェスター・アベニューの南西角に建てられ、トルアックス・キャンディ・キッチンに置き換わったが、1933年のロングビーチ地震によって大きな損傷を受けた。「後に雇用対策局の援助で再建されたが、素晴らしい階段や暖炉の全てが無くなった。」間に合わせの教室がオリーブ通りに建てられたが、「すべて冬はあまりにも寒く、他の時はあまりにも暑かった。」
キャンパスの西側にある運動場は後にバデノック・フィールドと呼ばれるが、体育とスポーツ行事に使われた。1937年、ザ・ファームでの農業の授業が終わり、そこにあったセンティネル・フィールドがスポーツ活動に供されることになった。1938年には生徒数3,000人以上、教師141人となった。
1948年の「驚くべきニュース」は「校長ジェイムズ・R・ヘインズを初めとして、イングルウッド高校の管理職全体の」解職だった。監査官としてワシントン州エベレットのフォレスト・マードック、校長にフレッド・ハイスナーが着任した。
1952年、イングルウッドでは2番目の中等教育校として、モーニングサイド・パーク地区の東側にモーニングサイド高校が開校された。1961年にロサンゼルス市のクレンショー・インペリアル地域が市内に併合されたときに、セントラルパーク学校がイングルウッド教育学区の一部に入ってきた。1970年代、セントラルパーク学校はフランシスとウィリアムのウォーシントン夫妻の栄誉を称えて、ウォーシントン学校と改名された。

## 宗教
2007年、AreaConnect.comのウェブサイトによれば、イングルウッド郵便局が管轄する地域（レノックスを含む）には98の教会、寺院、モスク、礼拝堂その他礼拝のための建物があった。
イングルウッドで最初の教会活動は1888年4月22日のことであり、コマーシャル通り（今日のラブリー・ブールバード）にあるイングルウッド・ハウス・ホテル、一般にはベルデン夫人の下宿屋と呼ばれた建物で行われた。イングルウッドにはまだ住人300人で登録有権者112人の時代だった。後に教会活動はブセプハルス・ホールで行われたが、その後集会所はハイドパークに移され、イングルウッドには教会が無い時代になった。1890年1月19日、イングルウッドでは初めての恒久的教会である長老派教会がマーケット通りに建てられた。少し後にユナイテッド・ブレスレン教会がサウスマーケット通りに建物を建設した。
1907年、聖公会の集団が私宅で活動を初め、数年後にはバンク・ホールでカトリック教会最初の活動が行われた。1910年、長老派教会は、「路面電車が大変うるさく、埃やスナノミを窓に投げ掛けていたので」その教会と牧師館の2つの建物をグレビリア・アベニューとネットウッド・アベニューの角に移した。
1940年には、メソジスト教会がマンチェスター・アベニューとラブリー・ブールバードの角に建物を建てたが、その年にケルソー・通りとスプルース通りの角の新しい建物に移転した。セントジョンのカトリック教会と学校が1956年にフロレンス・アベニューに建てられた。

## 姉妹都市
全米国際姉妹都市協会（Sister Cities International）加盟都市。
- シエラレオネ、ボー
- イタリア、ヴェネト州ペダヴェーナ
- ジャマイカ、ポートアントニオ

## イングルウッド出身者
- ドン・オーガスト、MLB野球選手、ミルウォーキー・ブルワーズ[27]
- タイラ・リン・バンクス、スーパーモデル、テレビのパーソナリティ、トークショーのホステス、女優[28][29]
- ドッティー・ウィルツ・コリンズ、全米女子プロ野球リーグの投手、フォートウェイン・デイジーズ[30]
- モーリーン・フラニガン、女優、テレビ番組Out of This Worldでエビー・ガーランド、7th Heavenでショーナ・サリバンを演じた
- タネドラ・ハワード、テレビ番組Scream Queensの勝者、ソウ6のスター[31]
- フローラ・ハイマン、バレーボール選手、ロサンゼルスオリンピック (1984年)銀メダリスト、モーニングサイド高校卒[32]
- ブリジット・ジョンソン、国内と世界の論説委員、ロサンゼルス・デイリーニューズ、後にロッキーマウンテンニューズ
- フィリップ・"ビショップ・ラモン"・マーティン、ラッパー、アフターマス・エンタテインメントと契約[33]
- ビッキー・ローレンス、コメディアン[34]
- ジム・ラフィーバー、シアトル・マリナーズ、シカゴ・カブス、ミルウォーキー・ブルワーズおよび中国野球チームの元監督[35]
- マック10、ラッパー、ウェストサイド・コネクション[36]
- レン・マクスウェル、声優、アナウンサー[37]
- スコット・マクレガー、MLB野球選手、ボルチモア・オリオールズ（1970年代と1980年代、1954年1月18日生）[38]
- リーザ・モレッティ、プロレスラー、WWE元女子チャンピオン[39]
- ズート・シムズ、ジャズ・サックス奏者[40]
- エスター・ウィリアムズ、競泳選手、 映画女優（1923年8月8日生）[41]
- ジャマール・サンプソン、NBAバスケットボール選手、ミルウォーキー・バックス、ロサンゼルス・レイカーズ、シャーロット・ボブキャッツ、サクラメント・キングスおよびデンバー・ナゲッツ.[42]
- ブライアン・ウィルソン、ロックンロール・バンド、ザ・ビーチ・ボーイズのリーダーかつリードボーカル[43]
- ラシンダ・ディーマス - 陸上競技選手、ロンドンオリンピック400mハードル銀メダリスト[44]
- ジャンヌ・ワカツキ・ヒューストン（英語版） - 『マンザナールよさらば』（原題：英語: Farewell to Manzanar）または『マンザナーよさらば』の著者（夫との共著）。

## 著名な住人
- ソニー・ボノ、俳優、カリフォルニア州下院議員、1950年代にイングルウッド高校に入学したが卒業しなかった[45]
- ジーン・クレイン、イングルウッド高校在学時にオーソン・ウェルズの偉大なるアンバーソン家の人々でルーシー役のテストを受けた。後に映画State FairやPinkyで著名な女優になった。1941のキャンパス・グリッド・クィーン[46][47]
- チキージー・ンデュブイシ・エゼ、テレビのアメリカンアイドル、シーズン7で10位
- ポール・ピアース、NBAバスケットボール選手、ボストン・セルティックス、オークランド生まれでイングルウッドで育った
- リサ・レスリー、WNBA女子バスケットボール選手、ロサンゼルス・スパークス
- ダニエル・フリーマン（1837年-1918年）、イングルウッドの創設者、ダニエル・フリーマン記念病院とダニエル・フリーマン小学校にその名を残す

## 映画の撮影場所
- 1999年の映画『The Wood』は、3人のアフリカ系アメリカ人がイングルウッドでの1980年代の子供時代のことを思い出す[48][49]。
- 映画『ボーイズ'ン・ザ・フッド』、『トレーニング デイ』および『ウェインズ・ワールド』はイングルウッドで撮影された[50][51]。
- シッド・デイビスは1961年に、イングルウッド警察署とイングルウッド統合教育学区と協働して映画『Boys Beware』[52]と『Girls Beware』[53]を作った。

## 大衆文化の中で
- クエンティン・タランティーノ監督による1994年の映画 パルプ・フィクションでサミュエル・L・ジャクソンが演じたギャング界の大立て者ジュールズ・ウィンフィールドは、他の役者に自分はイングルウッドに住んでいると告げた[54]。
- 映画ソール・プレーンの主役（ケビン・ハート）はイングルウッドで育ったと述べた。